# Étaves-et-Bocquiaux
 Étaves-et-Bocquiaux  là một xã ở tỉnh Aisne, vùng Hauts-de-France thuộc miền bắc nước Pháp.